# Hemisotoma posteroculata
Hemisotoma posteroculata är en urinsektsart som först beskrevs av Stach 1947.  Hemisotoma posteroculata ingår i släktet Hemisotoma och familjen Isotomidae. Inga underarter finns listade i Catalogue of Life.